# Шпак-малюк новогвінейський
Шпак-малю́к новогвінейський (Aplonis cantoroides) — вид горобцеподібних птахів родини шпакових (Sturnidae). Мешкає в Індонезії, Папуа Новій Гвінеї та на Соломонових Островах.

## Опис
Довжина птаха становить 20 см. Дорослі птахи мають повністю чорне, металево-блискуче забарвлення і темно-червоні очі. У молодих птахів верхня частина тіла світліша, нижня частина тіла світла, поцяткована коричневими смужками.

## Поширення і екологія
Новогвінейські шпаки-малюки мешкають на Новій Гвінеї, на сусідніх островах, на островах Папуа Новій Гвінеї, на Соломонових Островах, а також на островах Бойгу і Саїбаї в Торресовій протоці. Вони живуть в тропічних лісах, на полях і плантаціях, в парках і садах.

## Поведінка
Новогвінейські шпаки-малюки живляться плодами і комахами. Гніздяться в дуплах дерев.